# Salmo 140
Il salmo 140 (139 secondo la numerazione greca) costituisce il centoquarantesimo capitolo del Libro dei salmi.
È tradizionalmente attribuito al re Davide. È utilizzato dalla Chiesa cattolica nella liturgia delle ore.